# Arcynopteryx altaica
Arcynopteryx altaica és una espècie d'insecte plecòpter pertanyent a la família dels perlòdids.

## Hàbitat
En el seu estadi immadur és aquàtic i viu a l'aigua dolça, mentre que com a adult és terrestre i volador.

## Distribució geogràfica
Es troba a Àsia: Sibèria i l'Extrem Orient Rus, incloent-hi Kamtxatka, Sakhalín, el krai de Primórie, els rierols de la costa àrtica, la conca del riu Kolimà i l'illa de Wrangel.